# Dave DeBusschere
David Albert DeBusschere (* 16. Oktober 1940 in Detroit, Michigan; † 14. Mai 2003 in New York) war ein US-amerikanischer Basketballspieler. Zwischen 1962 und 1974 spielte er in der NBA für die Detroit Pistons und New York Knicks.
Am 2. Mai 1983 wurde DeBusschere in die Naismith Memorial Basketball Hall of Fame aufgenommen. Er wird außerdem auf der Liste der 50 besten NBA-Spieler aller Zeiten geführt.

## Laufbahn
Von 1958 und 1962 spielte DeBusschere für die heimische University of Detroit und erzielte den College-Rekord für Rebounds in einem Spiel (39 Rebounds am 30. Januar 1960) und in einer Saison (540) für die Detroit Mercy.
Auch seine NBA-Karriere begann in seiner Heimatstadt, bei den Pistons als „Territorial pick“. 1964 bis 1967 war er zusätzlich Spielertrainer, und mit 24 Jahren der jüngste Trainer der NBA-Geschichte.
In der Saison 1968/69 wurde DeBusschere nach New York zu den Knicks geschickt. Dort gewann er zwei Meisterschaften (1970, 1973) und beendete, ein Jahr nach der Letzten, seine Karriere. DeBusschere wurde sechsmal ins NBA All-Defensive First Team berufen und gilt als einer der besten Verteidiger der NBA-Geschichte.
Zwischen 1982 und 1986 war er Vize-Präsident der New York Knicks.
Am 14. Mai 2003 starb DeBusschere an einem Herzinfarkt.